# أندي اولسن
أندي اولسن (بالإنجليزية: Andy Olsen)‏ هو حكم كرة قاعدة ‏ أمريكي، ولد في 30 نوفمبر 1930 في بروكلين في الولايات المتحدة، وتوفي في 23 مايو 2014 في سانت بيترسبرغ في الولايات المتحدة.